# Cisternino
Cisternino är en ort och kommun i provinsen Brindisi i regionen Apulien i Italien. Kommunen hade 11 528 invånare (2017).